# ستبحور
ست إب حر أو ست إب حور أو ستبحور أو سيتبحر أو ستبحر، ملكة مصرية غير حاكمة أو زوجة ملك يرجح أنها عاشت في نهاية الأسرة الخامسة، ومن المرجح أيضاً أنها إحدى زوجات الملك جدكارع.

## اكتشاف اسمها
أثناء التنقيب والتوثيق في منطقة جنوب سقارة، تم العثور بواسطة بعثة مصرية، على عامود من الجرانيت الأحمر في الرواق المكشوف المكتشف حديثاً لهرم هذه الملكة الموجود بجوار هرم زوجها الملك جدكارع، وعلى العامود كتبت ألقاب هذه الملكة مع اسمها بشكل واضح، وتم إعلان اكتشاف اسمها في إبريل 2019.

## ألقابها
- من ترى حور وست.
- عظيمة صولجان حتس.
- عظيمة الثناء.
- زوجة الملك وحبيبته.[1]